# Beijing World Challenge

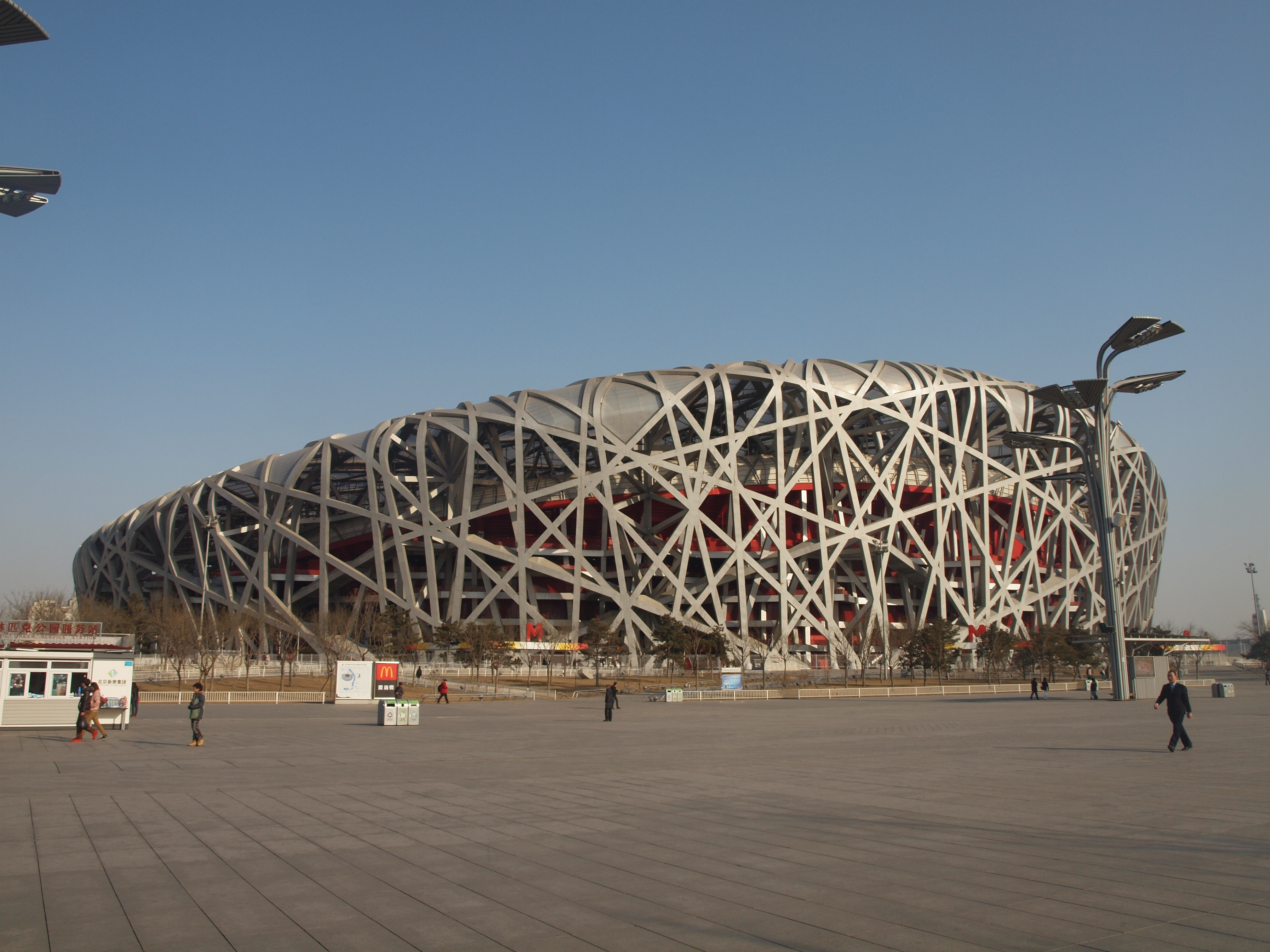
Het Nationaal Stadion van Beijing waar de Beijing World Challenge plaatsvindt.

De Beijing World Challenge is een atletiekwedstrijd die wordt gehouden in Beijing (China). De wedstrijd werd voor het eerst georganiseerd in 2013 en diende als voorbereiding op de wereldkampioenschappen atletiek van 2015, die eveneens in Beijing plaats zullen vinden.
De wedstrijd is onderdeel van de IAAF World Challenge: de groep belangrijkste eendaagse atletiekwedstrijden na de Diamond League-wedstrijden. De eerste editie vond plaats op 21 mei 2013 en werd georganiseerd door de Chinese Atletiekassociatie in samenwerking met het gemeentelijke sportbureau van Beijing. Het evenement vindt plaats in het Nationaal Stadion van Beijing, beter bekend als het Vogelnest.

## Meetingrecords
| Onderdeel            | Prestatie          | Atleet                                         | Nationaliteit | Datum       |
| -------------------- | ------------------ | ---------------------------------------------- | ------------- | ----------- |
| 100 m                | 9,87 s (±0,0 m/s)  | Justin Gatlin                                  | USA           | 21 mei 2014 |
| 200 m                | 20,40 s (+0,3 m/s) | LaShawn Merritt                                | USA           | 21 mei 2013 |
| 800 m                | 1.45,45            | Alfred Kipketer                                | KEN           | 20 mei 2015 |
| 110 m horden         | 13,15 (+0,6 m/s)   | David Oliver                                   | USA           | 20 mei 2015 |
| 3000 m steeplechase  | 8.06,04            | Paul Kipsiele Koech                            | KEN           | 21 mei 2014 |
| hoogspringen         | 2,36 m             | Ivan Ukhov                                     | RUS           | 21 mei 2014 |
| hoogspringen         | 2,36 m             | Majd Eddin Ghazal                              | SYR           | 18 mei 2016 |
| polsstokhoogspringen | 5,92 m             | Sam Kendricks                                  | USA           | 18 mei 2016 |
| verspringen          | 8,31 m (+0,1 m/s)  | Li Jinzhe                                      | CHN           | 21 mei 2013 |
| hink-stap-springen   | 16,72 m (+0,2 m/s) | Cao Shuo                                       | CHN           | 21 mei 2013 |
| speerwerpen          | 83,94 m            | Keshorn Walcott                                | TTO           | 21 mei 2014 |
| 4 × 100 m            | 38,21 s            | Yang Yang Xie Zhenye Su Bingtian Zhang Peimeng | CHN           | 18 mei 2016 |

| Onderdeel            | Prestatie          | Atleet                                       | Nationaliteit | Datum       |
| -------------------- | ------------------ | -------------------------------------------- | ------------- | ----------- |
| 100 m                | 11,04 s (+1,2 m/s) | Blessing Okagbare                            | NIG           | 21 mei 2013 |
| 200 m                | 22,29 s (+0,2 m/s) | Veronica Campbell-Brown                      | JAM           | 18 mei 2016 |
| 1500 m               | 4.02,11            | Hellen Obiri                                 | KEN           | 18 mei 2016 |
| 100 m horden         | 12,58 s (+0,2 m/s) | Brianna Rollins                              | USA           | 21 mei 2014 |
| 400 m horden         | 54,37 s            | Wenda Nel                                    | RSA           | 20 mei 2015 |
| 3000 m steeplechase  | 9.25,68            | Purity Kirui                                 | KEN           | 21 mei 2014 |
| hoogspringen         | 2,02 m             | Anna Chicherova                              | RUS           | 21 mei 2013 |
| polsstokhoogspringen | 4,50 m             | Li Ling                                      | CHN           | 21 mei 2013 |
| verspringen          | 6,58 m (+0,1 m/s)  | Tori Polk                                    | USA           | 21 mei 2013 |
| kogelstoten          | 20,77 m            | Christina Schwanitz                          | GER           | 20 mei 2015 |
| kogelslingeren       | 77,73 m            | Anita Włodarczyk                             | POL           | 20 mei 2015 |
| speerwerpen          | 64,37 m            | Kathryn Mitchell                             | AUS           | 18 mei 2016 |
| 4 × 100 m            | 42,65 s            | Yuan Qiqi Wei Yongli Ge Manqi Liang Xiaojing | CHN           | 18 mei 2016 |

Berlijn (ISTAF) · Dakar (Meeting Grand Prix IAAF de Dakar) · Hengelo (Fanny Blankers-Koen Games) · Kingston (Jamaica International Invitational) · Madrid (Meeting de Atletismo Madrid) · Melbourne (Melbourne Track Classic) · Moskou (Moskou Challenge) · Ostrava (Golden Spike Ostrava) · Peking (Beijing World Challenge) · Ponce (Ponce Grand Prix de Atletismo) · Rabat (Meeting International Mohammed VI d'Athlétisme) · Rieti (Rieti Meeting) · Rio de Janeiro (Grande Premio Brasil Caixa de Atletismo) · Tokio (Seiko Golden Grand Prix) · Zagreb (Hanžeković Memorial)